# 危地馬拉小銀漢魚
危地馬拉小銀漢魚（学名：Atherinella guatemalensis），為輻鰭魚綱銀漢魚目擬銀漢魚科的其中一種，其种加词“guatemalensis”意为“危地马拉的”。分布於中美洲墨西哥Zacatula至瓜地馬拉淡水、半鹹水及海域，為熱帶魚類，體長可達7.5公分，棲息河口及潟湖，成群活動，生活習性不明。